# Haltidytes squamosus
Haltidytes squamosus is een buikharige uit de familie Dasydytidae. Het dier komt uit het geslacht Haltidytes. Haltidytes squamosus werd in 1991 voor het eerst wetenschappelijk beschreven door Kisielewski. 